# Conjunto de soluções (computação)
Em computação, um conjunto de soluções, também conhecido como pilha de soluções ou pilha de software (do inglês solution stack/software stack) é um conjunto de subsistemas ou componentes de software necessários para criar uma plataforma completa, de modo que nenhum software adicional seja necessário para suportar os aplicativos. Diz-se que os aplicativos "rodam sobre" ou "rodam em cima" da plataforma resultante.
Por exemplo, para desenvolver uma aplicação web, o arquiteto define o conjunto (ou a pilha) como o sistema operacional de destino, o servidor web, o banco de dados e a linguagem de programação. Outra versão de um conjunto de software é o sistema operacional, o middleware, o banco de dados e os aplicativos. Regularmente, os componentes de uma pilha de software são desenvolvidos por diferentes desenvolvedores independentemente uns dos outros.
Alguns componentes/subsistemas de um sistema geral são escolhidos juntos com freqüência suficiente para que o conjunto específico seja referido por um nome que representa o todo, em vez de nomear as partes. Normalmente, o nome é um acrônimo que representa os componentes individuais.
Historicamente, o termo "pilha de soluções", ocasionalmente tem incluído componentes de hardware como parte de uma solução total, misturando hardware e software em camadas de suporte.

## Exemplos
BCHS
OpenBSD (sistema operacional)
C (linguagem de programação)
httpd (servidor web)
SQLite (banco de dados)
ELK
Elasticsearch (mecanismo de busca)
Logstash (ferramenta de gerenciamento de logs e eventos)
Kibana (visualização de dados)